# Лист согласования (филателия)

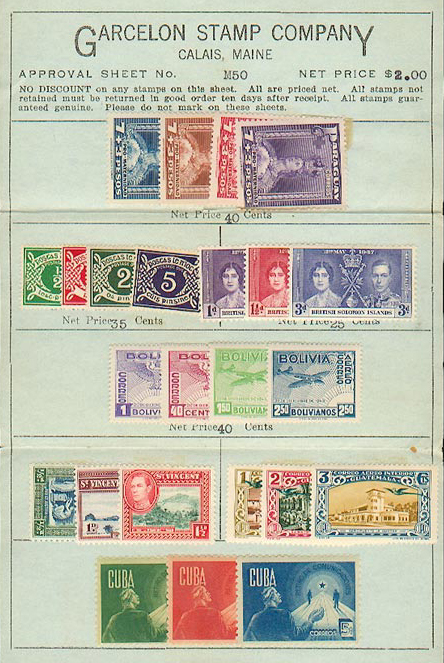

Лист согласова́ния (лексическая калька с англ. approval sheet, approval page) — филателистический термин для обозначения плотных листов бумаги, картона, пластика альбомного размера, к которым прикреплены выставляемые на продажу филателистические материалы (почтовые марки, блоки, вырезки, конверты и др.), скомпонованные по какому-либо актуальному для продажи признаку или без него (так называемая филателистическая смесь), обычно с указанием стоимости каждого объекта.
Главная цель изготовления подобных листов — демонстрация и предварительное согласование предлагаемого филателистического товара с покупателем (отсюда их название). Листы согласования могут использоваться как в непосредственной торговле филателистическими материалами, так и при их рассылке потенциальным покупателям по почте.

## Описание
Листы согласования специально изготавливаются филателистическими дилерами, как частными, так и государственными, для удобства покупателей с целью оптимизации процесса продажи. Объекты как правило группируются по странам, тематике, мотивам, хронологии или любому другому принципу и равномерно распределяются по листу — так, чтобы можно было внимательно рассмотреть каждый. Иногда листы согласования изготавливаются под конкретного покупателя в соответствии с запросами последнего, предварительно изложенными продавцу с помощью манколиста.
Вид листов согласования обычно альбомный, форматом А4, A3 или промежуточным между ними. Встречаются листы согласования и меньших размеров. Материал — плотная бумага, картон или пластик, цвет фона — ровный, чаще чёрный, но бывает и светлый. Филателистические объекты прикрепляются к листу с помощью особых наклеек, снабжаются подписанными от руки ценами за каждый, иногда его каталожным номером и дополнительными сведениями, способными снять большинство простых вопросов покупателя и повлиять на его выбор. Статус указанных цен — для торга или как условие — обычно оговаривается дилером отдельно. Если филателистический материал продаётся сразу листами, то есть мелким оптом, в таких надписях нет необходимости.
Для единообразной ориентации прикрепляемых объектов лист может содержать сетку тонких бледных пересекающихся под прямым углом линий разметки, сходной с миллиметровкой, но обычно с более крупными ячеями.

## Виды

### Сброшюрованные листы
Одиночные листы могут брошюроваться для удобства их транспортировки (пересылки) и изучения содержимого покупателем. Обычно совокупность таких сброшюрованных листов называют «тетрадкой».

### Многоразовые листы

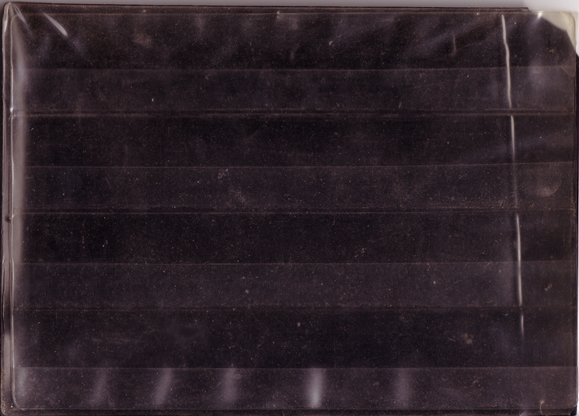
Пластиковый лист согласования, приобретённый в Белграде, СФРЮ, в 1981 году

Часто, особенно дилерами-частниками, в качестве листов согласования используются вынимаемые страницы из кляссеров, штат-карты (клеммташи увеличенного размера с двумя-тремя прозрачными карманами) или просто неразрезанные клеммташи. В этом случае почтовые марки помещаются в предусмотренные прозрачные кармашки из кальки или ацетатной плёнки и каждый объект продажи сопровождается помещённым рядом небольшим кусочком бумаги с надписью — ценой и другими сведениями. Покупатель делает свой выбор, соответствующие марки изымаются из кармашков и передаются ему, а сам лист остаётся у продавца и может быть использован повторно.
Некоторые организации, имеющие достаточный объём продаж, изготавливают листы согласования промышленным образом, обычно из пластика или пластмассы. Иногда такие или им подобные листы называют планшетами для марок, штат-картами или сток-картами. Как правило в них предусматривается и второй элемент: прозрачный с одной стороны защитный кожух, куда помещается собственно лист с прозрачными же кармашками. На второй, непрозрачной, стороне кожуха на обороте часто содержится рекламная информация, адреса сети профильных магазинов. Несмотря на то, что такие листы по сути многоразовые, они передаются покупателю вместе с товаром. В этом случае одновременно решается и проблема наличия у него конверта для помещения и транспортировки покупок.

## Посылочная торговля
В прошлом листы согласования широко применялись филателистическими дилерами, занимавшимися рассылкой товаров почтой. В этом случае листы согласования являлись частью специальной формы обслуживания клиентов, которая получила в английском языке название «stamps on approval» («марки по согласованию»). Среди многих примеров компаний, занимавшихся в середине XX века посылочной торговлей с использованием листов согласования, можно назвать Tatham Stamp Company (сокращённо TASCO, Спрингфилд, США)[≡] и «Гарселон стэмп компани» (Garcelon Stamp Company; Калис, США)[≡]. К подобной форме торговли по почте прибегали и частные коллекционеры, пересылая друг другу предлагавшийся к продаже филателистический материал.

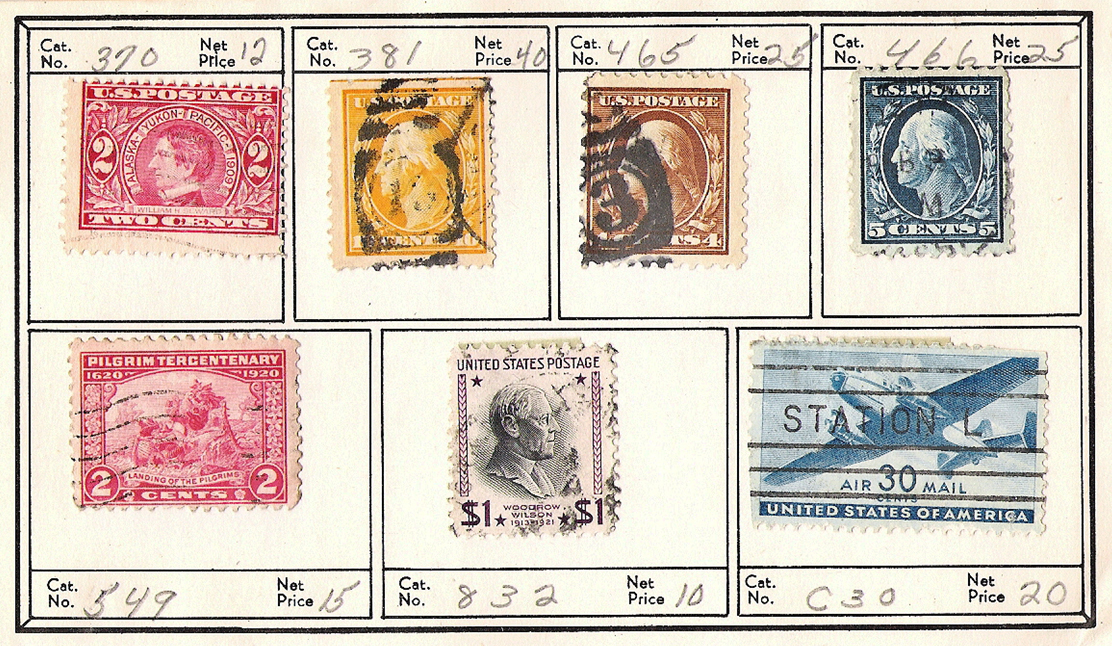

Эта форма сохранилась и поныне, и некоторые филателистические организации даже предлагают своим членам чистые листы и целые «буклеты согласования» (approval booklets), которые можно использовать для продажи или обмена своих марок по почте между членами организации. При этом коллекционер-продавец указывает для каждой прикрепляемой к листу марки каталожный номер, состояние и продажную стоимость и направляет листы согласования менеджеру организации. Последний пересылает продаваемый материал на согласование потенциальным покупателям с похожими интересами. В таких случаях может предусматриваться комиссионный сбор (до 5 %), который взимается в пользу организации и оплаты услуг менеджера.

## Советская практика
В бывшем Советском Союзе был распространён особый вид сброшюрованных листов с марками (как правило предварительно погашенными). Центральное филателистическое агентство «Союзпечать» ввело в практику выпуск тематических подборок марок на сброшюрованных листах форматом, близким к А4. Такие тетрадки предназначались для продажи через сеть специализированных магазинов и киосков «Союзпечать» и выпускались тиражами 10—50 тысяч экземпляров.
Они имели художественную обложку с заглавием темы, подзаголовком «Почтовые марки для тематической коллекции», «Коллекция» или просто «Почтовые марки», а также могли сопровождаться страницей со вступительным ознакомительным текстом, рассчитанным на детей и подростков. В таком же виде в продажу могли поступать и годовые комплекты почтовых марок СССР. В среднем цена подобной «коллекции» составляла 2—3 советских рубля. Перед покупкой с содержимым коллекционных тетрадок можно было ознакомиться непосредственно в магазине или киоске. Такие наборы пользовались массовой популярностью.

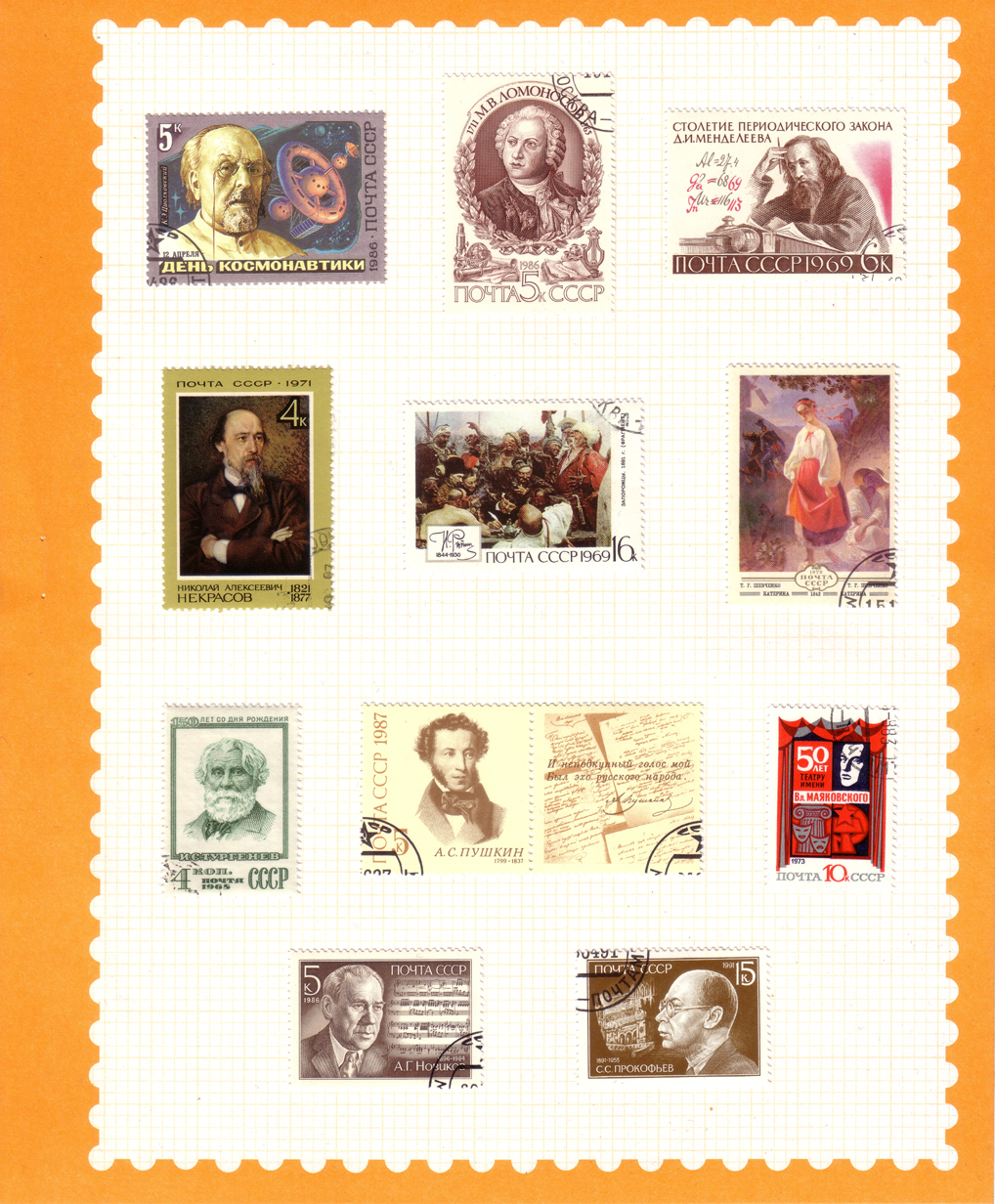
Бумажный лист из сброшюрованной тематической тетрадки с нанесённой сеткой и прикреплёнными к нему с помощью особых наклеек почтовыми марками СССР, собранными по теме «Учёные и деятели культуры СССР»
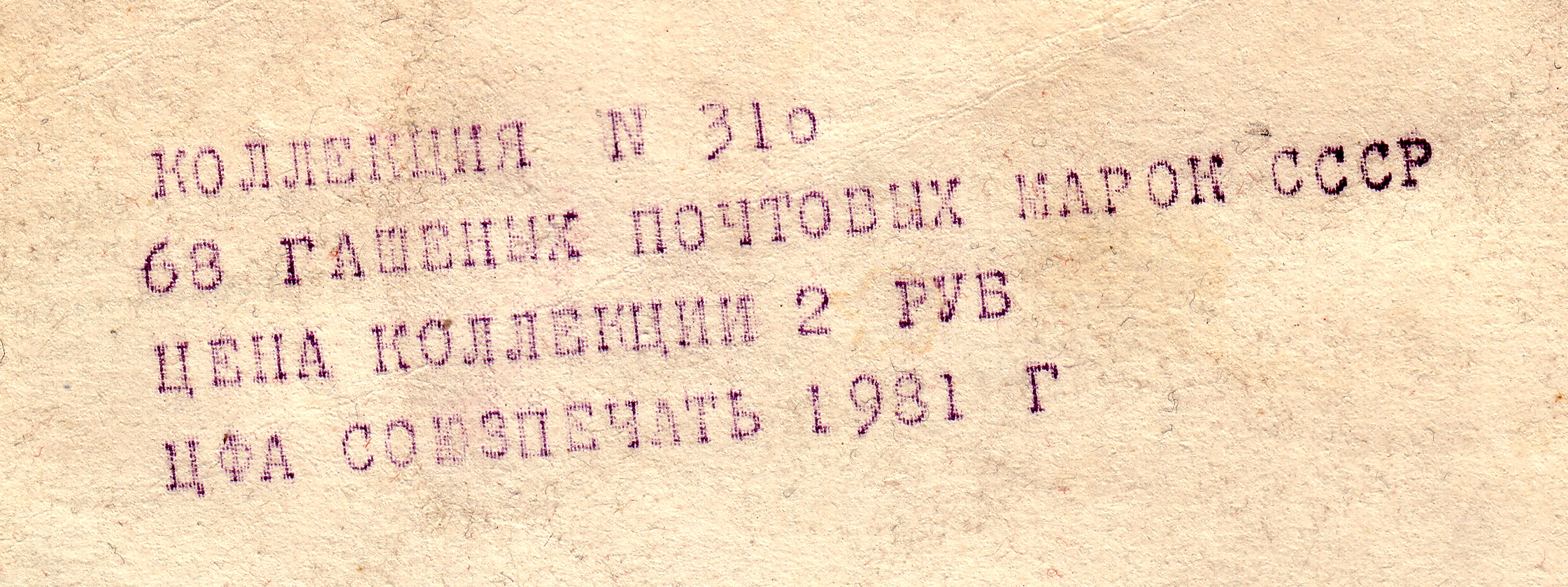
Описательный штамп на четвёртой странице обложки предварительно сформированной коллекции почтовых марок СССР (ЦФА «Союзпечать», 1981)